# José López Lara
José López Lara (* 19. März 1927 in Moroleón, Guanajuato; † 27. April 1987) war ein mexikanischer Geistlicher und römisch-katholischer Bischof von San Juan de los Lagos.

## Leben
José López Lara empfing am 19. September 1953 die Priesterweihe. 
Papst Paul VI. ernannte ihn am 11. Dezember 1967 zum Bischof von Huajuapan de León. Der Apostolische Delegat in Mexiko, Erzbischof Guido Del Mestri, spendete ihm am 22. Februar des folgenden Jahres die Bischofsweihe; Mitkonsekratoren waren der Erzbischof von Puebla de los Ángeles, Octaviano Márquez y Tóriz, und Weihbischof Manuel Castro Ruiz aus Yucatán.
Am 4. September 1981 übernahm er die Leitung des Bistums San Juan de los Lagos.